# Unité urbaine du Robert
L'unité urbaine du Robert est une unité urbaine française centrée sur Ducos, Le François, Rivière-Pilote, Rivière-Salée et Le Robert, communes de la collectivité territoriale unique de la Martinique, au cœur de la 1re agglomération urbaine du département.

## Données générales
En 2010, selon l'INSEE, l'unité urbaine du Robert était composée de 11 communes, toutes situées dans le département de Martinique, plus précisément dans les arrondissements du Marin et de La Trinité.
Dans le nouveau zonage de 2020, elle est composée des 11 mêmes communes.
En 2022, avec 129 747 habitants, elle représente la 1re unité urbaine de la Martinique, devant l'unité urbaine de Fort-de-France (2e rang). Au niveau national, elle est au 54e rang.
En 2022, sa densité de population s'élève à 303 hab/km2. Par sa superficie, elle représente 38 % du territoire et, par sa population, elle regroupe 35,94 % de la population de la Martinique.

Agglomérations de plus de 100000 habitants en France en 2022.

## Composition 2020 de l'unité urbaine
L'unité urbaine du Robert est composée des onze communes suivantes :
| Nom            | Code Insee | Département | Statut       | Superficie (km2) | Population (dernière pop. légale) | Densité (hab./km2) | Modifier                                    |
| -------------- | ---------- | ----------- | ------------ | ---------------- | --------------------------------- | ------------------ | ------------------------------------------- |
| Ducos          | 97207      | Martinique  | ville-centre | 37,69            | 17 837 (2022)                     | 473                | modifier les données · modifier les données |
| Le François    | 97210      | Martinique  | ville-centre | 53,93            | 15 858 (2022)                     | 294                | modifier les données · modifier les données |
| Rivière-Pilote | 97220      | Martinique  | ville-centre | 35,78            | 11 797 (2022)                     | 330                | modifier les données · modifier les données |
| Rivière-Salée  | 97221      | Martinique  | ville-centre | 39,38            | 11 818 (2022)                     | 300                | modifier les données · modifier les données |
| Le Robert      | 97222      | Martinique  | ville-centre | 47,30            | 21 490 (2022)                     | 454                | modifier les données · modifier les données |
| Gros-Morne     | 97212      | Martinique  | banlieue     | 54,25            | 9 752 (2022)                      | 180                | modifier les données · modifier les données |
| Le Marin       | 97217      | Martinique  | banlieue     | 31,54            | 8 526 (2022)                      | 270                | modifier les données · modifier les données |
| Saint-Esprit   | 97223      | Martinique  | banlieue     | 23,46            | 10 422 (2022)                     | 444                | modifier les données · modifier les données |
| Sainte-Anne    | 97226      | Martinique  | banlieue     | 38,42            | 4 491 (2022)                      | 117                | modifier les données · modifier les données |
| Sainte-Luce    | 97227      | Martinique  | banlieue     | 28,02            | 9 275 (2022)                      | 331                | modifier les données · modifier les données |
| Le Vauclin     | 97232      | Martinique  | banlieue     | 39,06            | 8 481 (2022)                      | 217                | modifier les données · modifier les données |

## Évolution démographique
L'évolution démographique ci-dessous concerne l'unité urbaine dans la délimitation de 2020.
| 1967   | 1974   | 1982   | 1990    | 1999    | 2006    | 2011    | 2016    | 2022    |
| ------ | ------ | ------ | ------- | ------- | ------- | ------- | ------- | ------- |
| 95 101 | 93 209 | 94 550 | 110 136 | 126 140 | 136 881 | 138 130 | 133 376 | 129 747 |

#### Données générales
- Unité urbaine en France
- Aire d'attraction d'une ville
- Liste des unités urbaines de France

#### Données en rapport avec l'unité urbaine du Robert
- Aire d'attraction de Fort-de-France
- Arrondissement du Marin
- Arrondissement de La Trinité

#### Données démographiques en rapport avec la Martinique
- Démographie de la Martinique